# Javier Vatter
Hector Javier Vatter  (Buenos Aires, Argentina, 14 de diciembre de 1990) es un futsalista argentino que forma parte del plantel de River Plate de la Primera División de Argentina. Fue también jugador de fútbol asociado, llegando a actuar profesionalmente en Argentina y Chile.

## Trayectoria en fútbol asociado
Vatter jugó en Comunicaciones en los campeonatos de la Primera B Metropolitana hasta que en 2010 migró a Chile. Allí jugó en varios clubes de diversas categorías.
En agosto de 2013 regresó a la Argentina contratado por Aldosivi de la Primera B Nacional, proveniente del Deportes Concepción.
Estuvo solo un semestre con los marplantenses, y luego partió a Paraguay para incorporarse al 12 de Octubre, donde jugó el Apertura 2014 pero con el equipo de reserva.
En julio de 2014 retornó a Comunicaciones luego de cuatro años de ausencia. Jugó las siguientes tres temporadas en ese club.
Tristán Suárez lo sumó como refuerzo en agosto de 2017. Allí viviría su última experiencia como jugador profesional de fútbol asociado. 

### Clubes
| Club                | País      | Año       | PJ | Goles |
| ------------------- | --------- | --------- | -- | ----- |
| Comunicaciones      | Argentina | 2008-2010 |    |       |
| Deportes La Serena  | Chile     | 2010      | 18 | 1     |
| Rangers             | Chile     | 2011      | 29 | 12    |
| Unión San Felipe    | Chile     | 2012      | 10 | 0     |
| Everton             | Chile     | 2012      | 10 | 0     |
| Deportes Concepción | Chile     | 2013      | 22 | 2     |
| Aldosivi            | Argentina | 2013      | 1  | 0     |
| 12 de Octubre       | Paraguay  | 2014      | 0  | 0     |
| Comunicaciones      | Argentina | 2014-2017 |    |       |
| Tristán Suárez      | Argentina | 2017-2018 |    |       |

## Trayectoria en futsal
Vatter comenzó su trayectoria en el futsal jugando para Argentinos Juniors, pero tuvo que renunciar a la disciplina cuando comenzó a actuar profesionalmente en Comunicaciones. 
Sin embargo en agosto de 2018 volvió a practicar el deporte como jugador de Boca Juniors en la Primera División de Argentina.
Al año siguiente pasó a las filas de Pinocho, club al que dejaría en 2021 para fichar con el SECLA.
Vatter fue una pieza fundamental del plantel de River Plate que consiguió el ascenso a la Primera División de Argentina en 2024.

### Clubes
| Club               | País      | Año             |
| ------------------ | --------- | --------------- |
| Argentinos Juniors | Argentina | 2006 - 2008     |
| Boca Juniors       | Argentina | 2018            |
| Pinocho            | Argentina | 2019 - 2020     |
| SECLA              | Argentina | 2021 - 2023     |
| River Plate        | Argentina | 2024 - presente |